# Religión mistérica
Las religiones mistéricas, religiones de misterio, cultos mistéricos, misterios sagrados o simplemente misterios, fueron escuelas religiosas del mundo grecorromano cuya participación estaba reservada a iniciados (mystai). La principal caracterización de esta religión es el secreto asociado a las particularidades de la iniciación y la práctica ritual, que no pueden ser reveladas a extraños. Los misterios más famosos de la antigüedad grecorromana fueron los Misterios eleusinos, de considerable antigüedad y anteriores a la Edad Media griega. Las escuelas de misterios florecieron en la Antigüedad tardía; se sabe que Juliano el Apóstata, a mediados del siglo IV, se inició en tres escuelas de misterios distintas, de manera más notoria con los mitraístas. Debido a la naturaleza secreta de la escuela, y a que las religiones mistéricas de la Antigüedad Tardía fueron perseguidas por el Imperio Romano Cristiano a partir del siglo IV, los detalles de estas prácticas religiosas se derivan de descripciones, imágenes y estudios transculturales. Mucha información sobre los Misterios proviene de Marco Terencio Varrón.
Justino Mártir, en el siglo II, los señaló e identificó explícitamente como «imitaciones demoníacas» de la verdadera fe, y que «los demonios, a imitación de lo dicho por Moisés, afirmaban que Proserpina era la hija de Júpiter, e instigaron al pueblo a erigir una imagen de ella bajo el nombre de Koré» (Primera Apología). A lo largo de los siglos I al IV, el cristianismo compitió directamente por los adeptos con las escuelas mistéricas, en la medida en que «también las escuelas mistéricas eran un elemento intrínseco del horizonte no judío de la recepción del mensaje cristiano». A partir del siglo III, y especialmente después de que Constantino se convirtiera en emperador, componentes de las religiones mistéricas empezaron a incorporarse a la corriente principal del pensamiento cristiano, como se refleja en la llamada disciplina arcani (práctica de los siglos IV y V en que el conocimiento de ciertas doctrinas y ritos del cristianismo se mantienen ocultos de personas no cristianas e incluso de los catecúmenos). 

## Generalidades
Las religiones mistéricas constituían uno de los tres tipos de religión helenística, siendo los otros el culto imperial, o la religión étnica particular de una nación o estado, y las religiones filosóficas como el neoplatonismo.
Esto se refleja también en la división tripartita de la «teología», propuesta por Varrón, en teología civil (relativa a la religión estatal y su efecto estabilizador en la sociedad), teología natural (especulación filosófica sobre la naturaleza de lo divino) y teología mítica (relativa al mito y al ritual).
Así, los misterios complementan la religión civil en lugar de competir con ella. Una persona podía fácilmente observar los ritos de la religión estatal, ser un iniciado en uno o más misterios, y al mismo tiempo adherirse a una determinada escuela filosófica. Muchos de los aspectos de la religión pública, como los sacrificios, las comidas rituales y la purificación ritual, se repetían dentro del misterio, pero con el requisito adicional de que tuvieran lugar en secreto y se limitaran a un conjunto cerrado de iniciados. Las escuelas de misterios ofrecían un nicho para la preservación de antiguos rituales religiosos, que era especialmente demandado en la época del Imperio Romano tardío, ya que las prácticas cultuales apoyaban los órdenes sociales y políticos establecidos en lugar de ir en contra de ellos; numerosas corrientes tempranas de judaísmo y cristianismo, por ejemplo, aparecieron en oposición a tales condiciones, mientras que los cultos mistéricos, por su propia naturaleza, servían para fortalecer el statu quo.
Aunque los historiadores han renunciado a tratar de esbozar una definición rígida para categorizar todos los cultos mistéricos, se pueden esbozar una serie de características que los cultos mistéricos compartían. Todos los cultos mistéricos hacían hincapié en el secreto de sus prácticas y en rituales de iniciación emocionales para que un nuevo miembro se uniera al grupo. Los miembros eran participantes voluntarios, tenían escenarios nocturnos y purificaciones preliminares para sus reuniones, había una obligación de pago para participar, prometían recompensas para esta vida y la siguiente, y los misterios más antiguos estaban ubicados a una distancia variable de la ciudad más cercana. Además, todos ellos, a excepción del culto mitraico, estaban abiertos a todas las personas, incluyendo hombres y mujeres, esclavos y libres, jóvenes y ancianos, etc. Sin embargo, los gastos necesarios para participar en todos los rituales a menudo impedían a muchos unirse a ellos. Asimismo, aunque los misterios eran secretos, no eran muy misteriosos.
Por esta razón, la evidencia que queda de los antiguos misterios griegos se ha entendido como un reflejo de ciertos aspectos arcaicos de la religión común indoeuropea, con paralelos en la religión indoirania. Las escuelas de misterios de la antigüedad grecorromana incluyen los Misterios Eleusinos, los Misterios Dionisíacos y los Misterios Órficos. Algunas de las muchas divinidades que los romanos adoptaron nominalmente de otras culturas también llegaron a recibir culto en los Misterios; por ejemplo, la egipcia Isis, el persa Mitra de los Misterios Mitraicos, el tracio/frigio Sabacio y la frigia Cibeles.
Se califica como religión mistérica a aquella que intenta transmitir el conocimiento a través de la experiencia. Presenta entonces ciertos misterios que no se plantea explicitar, toda vez que los detalles doctrinales han de conocerse a través de la experiencia iniciática ritual y no mediante la palabra o la razón. Las razones para escoger esta vía pueden ser varias. Desde la defensa de la propia comunidad ante represalias de colectivos mayoritarios, protección de intereses personales, la vivencia de pertenecer a una sociedad exclusiva, o simplemente la imposibilidad de explicar racionalmente esos datos relacionados con la religión.
Por lo tanto, más que una religión es un modo de vivir una religión, existiendo a lo largo de la historia de las religiones muchas que pueden encajar en este tipo. El secretismo y exclusivismo de algunas de estas religiones mistéricas conlleva una serie de ritos iniciáticos, y frecuentemente un periodo de preparación y de pruebas, antes de aceptar a un nuevo adepto en la comunidad. Estas ceremonias recibían el nombre de misterios.

## Historia
Sus orígenes parecen remontarse hasta el neolítico. Y en cuanto a la procedencia, tampoco es seguro que sea oriental. Se ha afirmado que las religiones mistéricas parecen surgir en la Antigüedad egipcia, en relación con los dioses Isis, Serapis y Anubis. También se observa su existencia en religiones frigias, como el mitraísmo, así como en el culto a Atis y Cibeles. Los misterios egipcios parecen ser los más antiguos, y los de Isis y Osiris llevados a Roma bajo este nombre, dieron sin duda nacimiento a las tres grandes iniciaciones llamadas misterios órficos, misterios eleusinos y misterios samotrácicos.
Se observa en la cultura helenística de la Antigua Grecia, siendo ya evidente su existencia antes del 600 a. C. en los cultos mistéricos de Eleusis (Démeter: hermana/esposa de Zeus y Perséfone: hija de Démeter y esposa de Hades) y en los de Dioniso y las bacantes.
En Grecia comenzaron a tener muchos seguidores las religiones mistéricas del Oriente Próximo, como los dioses frigios (Cibeles, Atis, Sabacio, Mitra) o los egipcios (Anubis). Sin embargo, algunos expertos puntualizan que el culto a estas divinidades no muestra características mistéricas en sus lugares de origen, sino que parece adquirir estas características al llegar a Grecia. Algunos autores opinan que el éxito y la expansión de las religiones mistéricas se debían a que la mitología grecorromana clásica no implicaba al individuo en sus creencias, mientras que las religiones mistéricas acogían al creyente, proporcionándole protección y promesa de felicidad.
Las religiones mistéricas se extienden desde Grecia hacia la totalidad del Imperio romano, a pesar de los esfuerzos de varios emperadores por evitarlo, entre los que destacó Augusto. Poco después, con Tiberio, el protagonismo de las religiones mistéricas era una realidad inevitable.
Durante la época imperial romana ocurrió un fenómeno de sincretismo religioso entre los cultos latinos y los de divinidades procedentes de África y Oriente. En Roma, por ejemplo, los misterios eleusinos, cuyo origen se remonta a la Antigua Grecia, fueron introducidos bajo el nombre de misterios de Ceres o de la buena diosa, tomando otros nombres particulares según los lugares en que se celebraban. Asimismo prosperaron los cultos de Hermes Trismegisto y de Asclepio, con antecedentes egipcios aunque helenizados.

## Misterios
El término "misterio" deriva del latín mysterium, del griego musterion (por lo general, como el plural musteria μυστήρια), y en este contexto significa "secreto, rito o doctrina". Una persona que siguiese tal "misterio" era un mystes, "uno que se ha iniciado" (de myein, cerrar), una referencia al secreto (el cierre de "los ojos y la boca"), ya que sólo al iniciado se le permitía observar y participar en los rituales. Los misterios son a menudo suplentes de la religión civil, y por eso se habla de cultos mistéricos en lugar de religiones.
Se llaman misterios al conjunto de pruebas y ritos que el aspirante debía cumplir para ser aceptado como miembro de derecho de la religión. Los misterios son formas de pedagogía primitiva que parten de la premisa de que el verdadero conocimiento o comprensión es el resultado de la asimilación de la información a través de la totalidad del ser humano. En esta representación mistérica, el iniciado recibe información simultánea de tipo intelectual, emocional y física, al ser el personaje activo de dicho drama. Así, el iniciado se convierte en el dios o héroe.
- Misterios órficos: iniciación al orfismo, secta que pone en tela de juicio la religión oficial de la ciudad griega.
- Misterios eleusinos: ritos de iniciación anuales al culto a Deméter y Perséfone que se celebraban en Eleusis. De todos los ritos celebrados en la antigüedad, éstos eran considerados los de mayor importancia, y se extendieron posteriormente al Imperio romano.
- Misterios dionisíacos: Un pequeño culto de orígenes desconocidos. Se cree que existieron antes que Grecia y que posiblemente se originaron en Creta o en el Norte de África. Sus rituales se basaban en un tema estacional de vida y renacimiento.
- Misterios samotrácicos: pertenecientes al culto a los Grandes Dioses introducido por Dárdano en Samotracia.
- Misterios báquicos: fiestas de Baco, más generalmente llamadas Dionisíacas u Orgías.
- Misterios pitagóricos: iniciación en la doctrina secreta del pitagorismo.
- Misterios platónicos: tentativa hecha por los valentinianos y los neoplatónicos de Alejandría para imitar las iniciaciones de Eleusis. Los secretos cosmogónicos, los fenómenos astronómicos y el dogma moral y religioso despojado de las supersticiones vulgares eran el fondo de la doctrina que se revelaba a los iniciados.
- Misterios de Isis, centrados en la diosa Isis.

Estos misterios se llevaban a cabo con frecuencia en la oscuridad profunda en grutas y sitios similares. El que asistía a los misterios sin tener derecho a ello y el que revelaba sus secretos era castigado con la muerte. Por ello la información de que disponemos actualmente acerca de los diferentes cultos mistéricos es escasa. Platón fue criticado duramente por revelar el secreto de los principios filosóficos de los Misterios.